# Elisabeth Fahlén
Elisabeth Fahlén, född 11 november 1935 i Stockholm, är en svensk produktionsledare och skådespelare inom film.

## Medverkan

### Produktion

#### Produktionsledare
- Kråkguldet (1969)
- Mannen som slutade röka (1972)
- Mina drömmars stad (1976)
- Rosen (1984)
- Mask of Murder (1985)
- Trekampen om mjölkkannan (1985)
- Rusar i hans famn (1996)
- Veranda för en tenor (1998)

#### Produktionschef
- Kattbreven (2001)

#### Producent
- Moa (1986)
- De älskande i San Fernando (2001)

#### Inspelningsledare
- Ådalen 31 (1969)
- På rymmen med Pippi Långstrump (1970)
- Pippi Långstrump på de sju haven (1970)
- Emil i Lönneberga (1971)
- Nya hyss av Emil i Lönneberga (1972)
- Om 7 flickor (1973)
- Världens bästa Karlsson (1974)
- SOPOR (1981)

#### Produktionsassistent
- Bamse (1968)

### Roll
- Åke och hans värld (1984)
- Ollebom (2002)

### Övrigt
- Jorden runt med Fanny Hill (1975) (scripta)
- I lagens namn (1986) (produktionsplanering)
- De sista lakandonerna (2005) (stöd)